# قوشه
قوشه، یکی از روستاهای شهرستان دامغان در استان سمنان ایران است.
این روستا در دهستان تویه دروار در بخش امیرآباد واقع است. قوشه در ۳۸ کیلومتری جنوب باختری دامغان و در مسیر جاده دامغان - سمنان جای دارد.
جمعیت روستای قوشه بر اساس نتایج سرشماری سال ۱۳۹۰، ۱۶۰نفر (۴۶خانوار) بوده‌است.
این روستا در فاصله ۱۴ کیلومتری روستای دروار (مرکز دهستان) قرار دارد. ارتفاع روستا از سطح دریا ۱٬۲۹۰ متر است.